# Христо Узунов (Куфалово)
Вижте пояснителната страница за други личности с името Христо Узунов.
Христо Узунов, наричан Куфалски, е български революционер, деец на Вътрешната македоно-одринска революционна организация.

## Биография
Христо Узунов е роден в ениджевардарското село Долно Куфалово, днес в Гърция. Присъединява се към ВМОРО през 1897 година и става четник на Иванчо Карасулията и Апостол Петков. Осъден е за убийство на предател на организацията през 1901 година на 15 години затвор, откъдето прави опит да избяга. Баща е на революционера Григор Узунов. Член е на околийското управително тяло. Емигрира в Несебър.